# Dieter Wedel

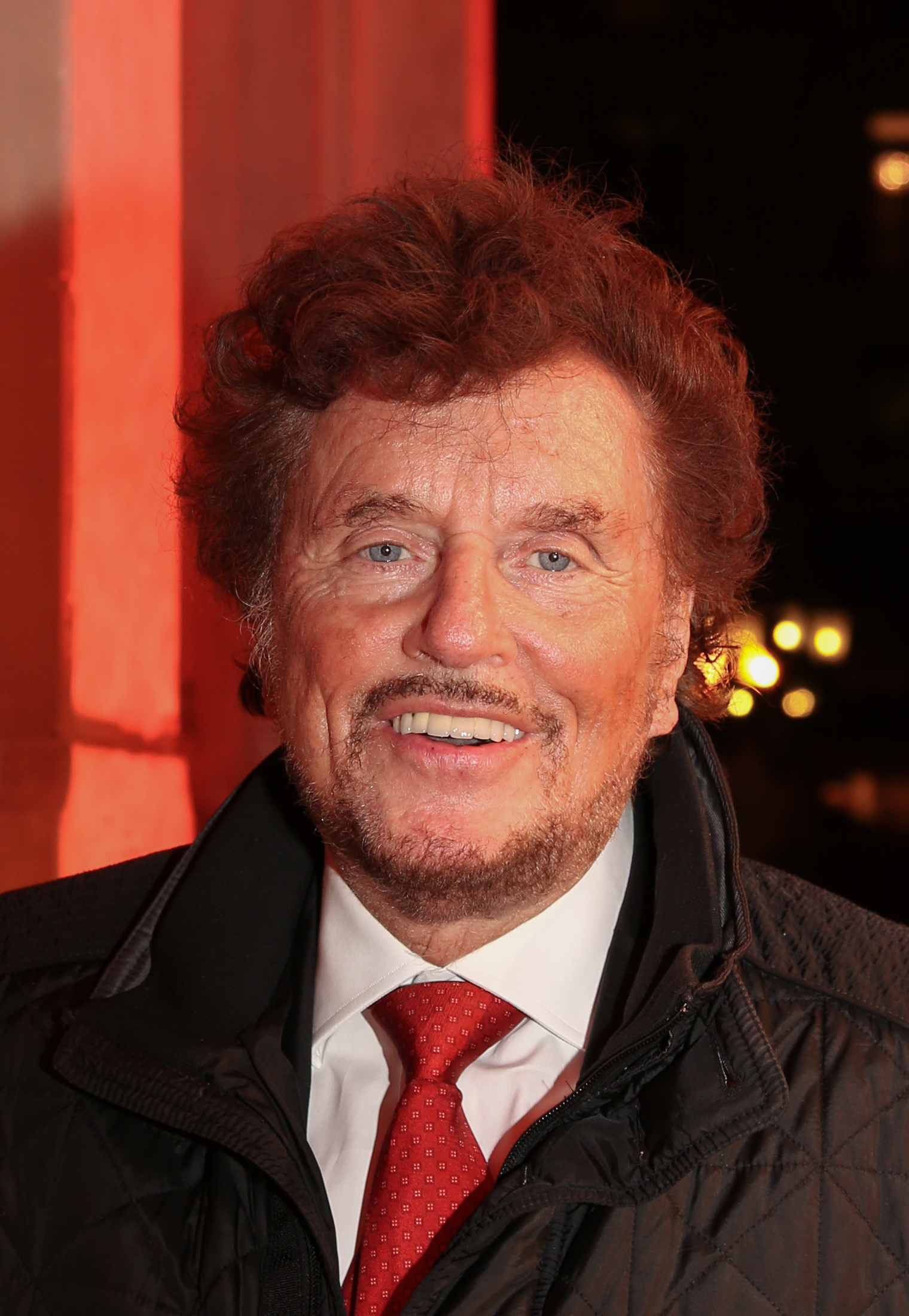
Dieter Wedel (2016)

Dieter Karl Cäsar Wedel (* 12. November 1939 in Frankfurt am Main; † 13. Juli 2022 in Hamburg) war ein deutscher Regisseur, Filmproduzent und Drehbuchautor. Bekannt wurde er vor allem durch seine Mehrteiler Einmal im Leben – Geschichte eines Eigenheims (1972), Alle Jahre wieder – Die Familie Semmeling (1976), Wilder Westen inclusive (1988), Der große Bellheim (1992), Der Schattenmann (1995) und Die Affäre Semmeling (2002).

## Leben und Wirken

### Herkunft und Ausbildung
Die Informationen zum Geburtsjahr Dieter Wedels waren lange widersprüchlich: Der Öffentlichkeit gegenüber gab er 1942 als sein Geburtsjahr an, obwohl er bereits 1946 eingeschult wurde. 2010 äußerte Wedel gegenüber der Nachrichtenagentur dpa, dass er sich 1968 drei Jahre älter gemacht habe, um seine erste Regiearbeit für den Film Gedenktag (1970) zu bekommen. Auch das Wer ist wer? von 1985 hat die Angabe 1942 übernommen. Aus einem von ihm verfassten Lebenslauf im Anhang seiner 1965 an der Philosophischen Fakultät der Freien Universität Berlin eingereichten Inaugural-Dissertation mit dem Titel Das Frankfurter Schauspielhaus in den Jahren 1912 bis 1929 geht indes hervor, dass Wedel am 12. November 1939 in Frankfurt am Main geboren wurde.
Dieter Wedel war der Sohn des 1957 gestorbenen Ingenieurs Karl Wedel, der auch Besitzer einer Lederwarenfabrik war. Seine Mutter Ada, geborene Stroh, trat unter dem Künstlernamen Ada Torana als Pianistin auf. Wedel wuchs in Bad Nauheim auf und besuchte die Ernst-Ludwig-Schule Bad Nauheim. Er inszenierte als Schüler am 21. Mai 1957 im Kurhaus der Stadt sein erstes Theaterstück, das Drama Massada. Im Alter von 17 Jahren war Wedel hessischer Tennis-Jugendmeister.
An der Freien Universität Berlin studierte er bei seinem „Ersatzpapa“ Hans Knudsen Theaterwissenschaft, ferner Publizistik und Geschichte. Während seines Studiums leitete er die Studentenbühne. Daneben war er als Lektor und Theaterkritiker tätig. Später inszenierte Wedel im Berliner Amerika-Haus und am Hebbeltheater.

### Wirken
Wedel wurde 1965 zum Dr. phil. promoviert und begann seine berufliche Laufbahn als Autor und Hörspielregisseur bei Radio Bremen 1966. 1967 ging er zum NDR Hamburg und wurde zunächst Assistent in der Redaktion von Egon Monk, dem Leiter der Fernsehspielabteilung. Von 1968 bis 1974 gehörte er der NDR-Fernsehspiele-Redaktion an. Unter Dieter Meichsner wurde er NDR-Hausregisseur. Sein erster Kurzfilm Willi (1969) basiert auf Wolfdietrich Schnurres Kurzgeschichte Reusenheben. Vom Volksaufstand am 17. Juni 1953 handelt sein erster großer Fernsehfilm Gedenktag (1970).
1972 hatte Wedel seinen ersten großen Erfolg mit dem Dreiteiler Einmal im Leben – Geschichte eines Eigenheims. Zahllose deutsche Häuslebauer erkannten sich in der fiktiven Familie Semmeling wieder, die nahezu alle Probleme eines Hausbaus durchlebte. 1976 wurde das Konzept in Alle Jahre wieder – Die Familie Semmeling erneut aufgegriffen, diesmal wurde der Urlaub der fiktiven deutschen Durchschnittsfamilie kritisch porträtiert. 2001 versuchte Wedel, unter Verzicht auf den humoristisch-satirischen Ansatz, an die erfolgreichen Semmeling-Filme der 1970er Jahre mit dem Mehrteiler Die Affäre Semmeling über die deutsche Finanzbürokratie anzuknüpfen. In der mittlerweile völlig veränderten Fernsehlandschaft wurden die Einschaltquoten der 1970er Jahre aber nicht mehr erreicht.
1977 machte Wedel sich selbständig, gründete mit dem Filmproduzenten Jürgen Dohme die Active Film GmbH in München, deren Inhaber er war, und drehte so als Regisseur und Produzent zahlreiche gesellschaftskritische Fernsehspiele. Später realisierte er seine Projekte über die Corona Film GmbH, bei der seine Lebensgefährtin und spätere Ehefrau Ursula Wolters Geschäftsführerin ist.
Von 1980 bis 1985 inszenierte er unter Intendant Peter Striebeck am Hamburger Thalia-Theater unter anderem Freund Horney, Macbeth von William Shakespeare und Die Frau des Bäckers von Marcel Pagnol mit Peter Striebeck, dessen Aufführung 1986 auch in der ARD gesendet wurde.
Als Fernsehregisseur schuf Wedel Filme für ARD und ZDF und machte sich einen Namen vor allem mit aufwendigen Mehrteilern. 1986 begannen in Hamburg die Dreharbeiten für seinen – auch in den Vereinigten Staaten gedrehten – Wilder Westen inclusive (1988) mit einem Etat von 20 Millionen Mark, das bis dato teuerste Fernsehspiel für den Westdeutschen Rundfunk. Es folgten Der große Bellheim (1992), Der Schattenmann (1995), Der König von St. Pauli (1998), Die Affäre Semmeling (2002) sowie Papa und Mama (2006) und zuletzt Gier (2010). Wedel hatte vielfach Cameo-Auftritte in seinen eigenen Produktionen, z. B. in Der große Bellheim, Der König von St. Pauli und Der Schattenmann.
Von 2002 bis zum Sommer 2014 leitete Wedel die Nibelungenfestspiele in Worms, zunächst als Regisseur, danach auch als Intendant in Zusammenarbeit mit Regisseuren wie Karin Beier oder Gil Mehmert. 2011/2012 erweiterte Wedel erfolgreich mit zwei Stücken über Die Geschichte des Joseph Süß Oppenheimer, genannt Jud Süß und Das Vermögen des Herrn Süss das Repertoire, bevor er 2013 mit Hebbels Nibelungen – born to die zu den Wurzeln der Festspiele zurückkehrte und für 2014 seine letzte Inszenierung in Worms ankündigte. Ab 2015 war Wedel Intendant der Bad Hersfelder Festspiele. Seine erste Inszenierung in Bad Hersfeld war die Komödie der Irrungen mit Darstellern wie Sonja Kirchberger und Heinz Hoenig. 2016 inszenierte er Hexenjagd. Zum Ensemble gehörten unter anderem Elisabeth Lanz, Richy Müller und Motsi Mabuse. 2017 brachte Wedel das Theaterstück Martin Luther – Der Anschlag auf die Bühne.
Am 22. Januar 2018 erklärte Wedel als Intendant in Hersfeld seinen Rücktritt, nachdem ihm mehrere Schauspielerinnen im Rahmen der #MeToo-Debatte sexualisierte Gewalt vorgeworfen hatten. Seine geplante Inszenierung Das Karlos-Komplott wurde aus dem Spielplan genommen. Laut Angaben aus seinem Umfeld erlitt Wedel im Januar 2018 einen Herzinfarkt.
Dieter Wedel war Mitglied der Freien Akademie der Künste Hamburg. Er starb am 13. Juli 2022 im Alter von 82 Jahren in Hamburg nach langer, schwerer Krankheit, nachdem er seit längerer Zeit an Leukämie litt und in der Stammzellenstation des Klinikums Hamburg-Eppendorf behandelt wurde. Seine letzte Ruhestätte fand Wedel im Oktober 2022 im Familiengrab auf dem Friedhof seiner Heimatstadt Bad Nauheim.

### Privates
Dieter Wedel war mit der Schauspielerin Hannelore Elsner (1942–2019) liiert. Aus dieser Beziehung stammt der 1981 geborene Sohn Dominik Elstner, der als Fotograf arbeitet.
Von 1988 bis 1992 war er mit Ingrid Steeger liiert.
Mit der Schauspielerin Dominique Voland, seiner Lebensgefährtin von 1997 bis 2009, hatte er einen Sohn (Benjamin). Ab 2014 war er mit der Kauffrau Ursula Wolters verheiratet, einer Tochter des früheren Bremer Senators Hermann Wolters; sie starb 13 Tage nach Wedel. Wedel ist Vater von insgesamt sechs Kindern von sechs verschiedenen Frauen. Er wohnte sowohl in Hamburg-Tonndorf als auch auf Mallorca.

## Kritik

### Plagiatsvorwürfe

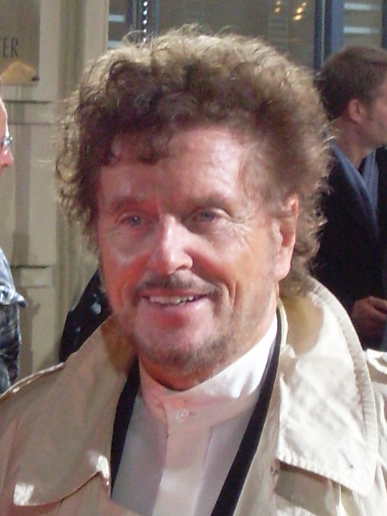
Dieter Wedel (2008)

So konsequent wie der Erfolg zogen sich durch Wedels Werk auch Plagiatsvorwürfe, weil manche Dialoge und ganze Szenen Filmkenner immer wieder an bekannte Vorbilder erinnerten. Teile seines Scheidungsdramas Papa und Mama entdeckte die Süddeutsche Zeitung in Jenseits von Afrika. Auch in früheren Wedel-Produktionen fanden sich komplette Szenen von Oliver Stone, Woody Allen, Francis Ford Coppola und vielen mehr – was Harald Schmidt zur Persiflage Hollywood klaut bei Wedel nutzte.

### Führungsstil als Produzent und Regisseur
2017 entließ Wedel einen Tag vor Beginn der 67. Bad Hersfelder Festspiele den Schauspieler Paulus Manker nach einer Auseinandersetzung während einer der letzten Proben. Manker kritisierte Wedel danach heftig, dieser herrsche wie ein „nordkoreanischer Diktator“, der „wochenlang Angst und Schrecken“ bei seinen Schauspielern verbreite. Manker hätte in der Uraufführung Martin Luther – Der Anschlag die Titelrolle verkörpern sollen.
Die Schauspielerin Iris Berben warf Wedel 2018 vor, sie Ende der 70er Jahre am Set gedemütigt zu haben, nachdem sie einer Einladung zum Abendessen nicht gefolgt sei. So musste sie eine Szene, in der sie lediglich das Wort „Hallo“ sagen musste, „sicher mehr als dreißig Mal“ wiederholen. Sie sagte dazu: „Er machte mich fertig. Wedel rächte sich, wenn jemand nicht bereit war, sein Spiel zu spielen.“
Der Regisseur Simon Verhoeven schrieb im Jahr 2018: „Fakt ist: Jeder, der in der Filmbranche eine Zeit lang gearbeitet hat, wusste von den ätzenden Geschichten über Wedel. Dass er am Set Schauspieler tyrannisiere, dass er ein eitler, egomanischer Schreihals sei, ein Arschloch.“
Wedel bedauerte im Januar 2018 als Reaktion auf einen Bericht der Zeit über seinen Anwalt, dass er bei seiner „langjährigen Tätigkeit als Produzent und Regisseur“ insbesondere bei Dreharbeiten Schauspieler „manchmal überharter, wohl auch verletzender Kritik ausgesetzt“ habe.
Dieter Wedels Sohn Benjamin Voland schrieb auf Instagram aus Anlass des Todes seines Vaters: „Dieter Wedel war ein Monster, ein Sadist, Vergewaltiger und Menschenfeind. Die Welt ist einen Funken besser geworden.“

### Vorwürfe sexueller Übergriffe
Im Rahmen der #MeToo-Debatte warfen in einem Artikel des Zeitmagazins vom 3. Januar 2018 mehrere Schauspielerinnen sowie ehemalige Mitarbeiter Wedel gewalttätige und sexuelle Übergriffe vor, die er in den 1990er-Jahren begangen haben soll, und gaben dazu eidesstattliche Versicherungen ab. Die Schauspielerin Jany Tempel bezichtigte Wedel, sie bei einem Vorsprechen 1996 in einem Hotel in München zum Geschlechtsverkehr gezwungen zu haben. Bereits Ende November 2017 hatte sich Wedel in die #MeToo-Debatte eingeschaltet und sich dabei selbst als Sexismus-Opfer dargestellt. Er widersprach nunmehr den Aussagen der Frauen und gab laut Angaben seines Anwalts seinerseits „eine umfassende eidesstattliche Erklärung“ zu den Anschuldigungen ab. Er kündigte an, sich gegen die Print- und Online-Veröffentlichung des Artikels juristisch zur Wehr zu setzen.
Am 22. Januar 2018 erklärte Wedel unter Bezug auf die mediale Berichterstattung seinen Rücktritt als Intendant der Bad Hersfelder Festspiele. Kurz darauf wurde bekannt, dass die Staatsanwaltschaft München I Ermittlungen wegen des Anfangsverdachts einer nicht verjährten Sexualstraftat begonnen hatte. Die Verjährungsfrist von 20 Jahren beginnt nach einer Änderung von § 78b Abs. 1 Nr. 1 StGB von 2015 erst mit Vollendung des 30. Lebensjahres des Opfers, was in diesem Fall (Geburtsdatum des Opfers 1969) ein Ende der Verjährungsfrist 2019 bedeutet hätte. Die Frist war aber 2018 gemäß § 78c StGB durch Aufnahme der Ermittlungen unterbrochen worden. Im Nachgang gab es juristische Auseinandersetzungen zwischen Tempel, ihren Anwälten und der Zeit. Die zivilrechtliche Klage Tempels wies das Landgericht Hamburg ab. Außerdem reichte Tempels Anwalt Alexander Stevens eine Fachaufsichtsbeschwerde wegen der Dauer der Ermittlungen gegen die Staatsanwaltschaft München I ein, der jedoch die Generalstaatsanwaltschaft keine Folge geleistet hat, wie 2021 berichtet wurde.
In einem Nachfolgebericht der Zeit warfen weitere Schauspielerinnen und ehemalige Mitarbeiter Wedel sexuelle Übergriffe vor. Unter anderem soll er 1975 bei der Produktion der NDR-Serie Pariser Geschichten in einem Waldstück eine Vergewaltigung begangen haben. Zudem beschrieb die Schauspielerin Esther Gemsch einen weiteren mutmaßlichen sexuellen Übergriff 1980 in einem Hotelzimmer, der sie an der Halswirbelsäule verletzt und traumatisiert habe. Ihre Rolle in der Fernsehserie Bretter, die die Welt bedeuten habe man deshalb mit Ute Christensen neu besetzt, die Wedel ebenfalls der sexuellen Belästigung beschuldigt. Beim Saarländischen Rundfunk wurden Vorfälle schriftlich festgehalten. Christensen erlitt in der Zeit eine Fehlgeburt, wofür sie die Schikanierung und Demütigungen durch Wedel verantwortlich macht. Bei internen Untersuchungen von Sat.1, des NDR, des ZDF und Bavaria Film hingegen konnten keine Belege für sexuelle Übergriffe oder strafbare Handlungen gefunden werden.
Am 4. März 2021 erhob die Staatsanwaltschaft München I Anklage gegen Wedel wegen des Vorwurfs der Vergewaltigung. Die Anklageschrift benannte 20 Zeugen, eine Gutachterin sowie Kalendereinträge als Beweismittel. Wedel wurde von den Anwälten Dörthe Korn, Peter Gauweiler und Thomas Fischer vertreten. Sowohl die Anwälte von Wedel als auch von Tempel beschwerten sich über die lange Dauer des Ermittlungsverfahrens. Das Hauptverfahren beim Landgericht München I wurde vor Wedels Tod nicht mehr eröffnet, das Verfahren wurde gemäß § 206a Abs. 1 StPO wegen eines Verfahrenshindernisses (Tod des Angeschuldigten) eingestellt.

## Werke

### Filmografie
- 1969: Willi, NDR
- 1970: Gedenktag, NDR
- 1971: Hamburg Transit – Grüner Türke, Krimiepisode ARD
- 1972: Einmal im Leben – Geschichte eines Eigenheims, ARD
- 1972: Das Kurheim, ARD
- 1973: Tatort – Ein ganz gewöhnlicher Mord, ARD
- 1974: Eintausend Milliarden
- 1974: Eiger, ARD
- 1974: Aus Liebe zum Sport
- 1975: Die Rakete, ARD[67]
- 1976: Alle Jahre wieder – Die Familie Semmeling, ARD
- 1977: Das Rentenspiel
- 1981/1982: Bretter, die die Welt bedeuten, SR/ARD[68]
- 1982: Schwarz Rot Gold – Alles in Butter, ARD
- 1982: Schwarz Rot Gold – Unser Land, ARD
- 1983: Das Protokoll, ARD
- 1984: Der Mann, der keine Autos mochte, ZDF
- 1985: Schwarz Rot Gold – Nicht schießen!, ARD
- 1987: Kampf der Tiger, ZDF
- 1988: Wilder Westen inclusive, ARD
- 1993: Der große Bellheim, ZDF
- 1994: Sylvia Brandt – Ich greife ein, Sat.1
- 1996: Der Schattenmann, ZDF
- 1998: Der König von St. Pauli, Sat.1
- 2002: Die Affäre Semmeling, ZDF
- 2006: Papa und Mama, ZDF
- 2007: Mein alter Freund Fritz, ZDF
- 2010: Gier, ARD
- Weitere Filme waren Mittags auf dem Roten Platz, Das Komplott, Wer den Schaden hat und Alles inclusive.

### Werbefilme
- 1998: Gedankengänge, EnBW
- 1999: Gedankengänge 2, EnBW
- 2001: Don Vitos Geburtstag, AachenMünchener
- 2001: Alles unter Kontrolle, AachenMünchener
- 2003: Hamburg für Olympia 2012, Imagefilm zur Bewerbung

### Autobiografie
- Vom schönen Schein und wirklichen Leben. Koautorin: Claudia Thesenfitz. Lübbe-Verlag, Köln 2010, ISBN 978-3-7857-2314-2.

## Auszeichnungen
- 1971: DAG-Fernsehpreis in Silber für Gedenktag[69]
- 1971: Ehrende Anerkennung der Jury Allgemeine Programme beim Adolf-Grimme-Preis für Gedenktag
- 1976: Goldener Bildschirm
- 1985: Goldener Gong
- 1993: Goldene Kamera
- 1994: Adolf-Grimme-Preis mit Gold, für Der große Bellheim (zusammen mit Will Quadflieg, Heinz Schubert, Hans Korte und Mario Adorf)
- 1996: Bundesverdienstkreuz 1. Klasse
- 1996: Romy Jurypreis Beste Regie, für Der Schattenmann
- 2002: Bambi
- 2007: Alzeyer Georg-Scheu-Plakette
- 2009: Ehrenmitgliedschaft im Verein Deutsche Sprache.[70]
- 2012: 21. Träger des Pfälzer Saumagen-Ordens
- 2014: Verdienstorden des Landes Rheinland-Pfalz

## Dieter-Wedel-Archiv
Ein Dieter-Wedel-Archiv mit der Laufzeit 1972 bis 2008 befindet sich im Archiv der Akademie der Künste in Berlin.